# West Woodburn
West Woodburn – wieś w Anglii, w hrabstwie Northumberland. Leży 42 km na północny zachód od miasta Newcastle upon Tyne i 429 km na północ od Londynu. W 2001 miejscowość liczyła 492 mieszkańców.